# Mariel Molino
Mariel Molino (San Diego, 1992) è un'attrice statunitense.

## Biografia
Nata a San Diego, in California, ha origini ebraiche e messicane.
È affetta da eterocromia iridea.

## Carriera
È nota per aver interpretato l'agente Lala Dominguez nella serie prequel NCIS: Origins, una dei colleghi del giovane Jetro Gibbs.

## Filmografia

### Televisione
- Papis muy padres - serie TV, 98 episodi (2017-2018)
- Luis Miguel - La serie (Luis Miguel: The Series) - serie TV, episodio 1x08 (2018)
- La Negociadora - serie TV, 12 episodi (2020)
- El Candidato - serie TV, episodio 1x04 (2020)
- Narcos: Messico (Narcos: Mexico) - serie TV, episodio 3x10 (2021)
- Promised Land - serie TV, 10 episodi (2022)
- Segreti di una tata (The Watchful Eye) - serie TV, 10 episodi (2023)
- NCIS: Origins - serie TV, 16 episodi (2024-2025)

## Doppiatrici italiane
Nelle versioni in italiano delle opere in cui ha recitato, Mariel Molino è stata doppiata da:
- Chiara Gioncardi in NCIS: Origins